# Communauté de communes Haut-Jura Saint-Claude
Die Communauté de communes Haut-Jura Saint-Claude ist ein französischer Gemeindeverband mit der Rechtsform einer Communauté de communes im Département Jura in der Region Bourgogne-Franche-Comté. Sie wurde am 16. November 2010 gegründet und umfasst 22 Gemeinden (Stand: 1. Januar 2019). Der Verwaltungssitz befindet sich im Ort Saint-Claude.

## Historische Entwicklung
Mit Wirkung vom 1. Januar 2017 wurden zwei weitere Communes nouvelles gegründet und damit die Anzahl der Mitgliedsgemeinden reduziert.
Mit Wirkung vom 1. Januar 2019 gingen die ehemaligen Gemeinden Molinges und Chassal in die Commune nouvelle Chassal-Molinges auf. Ebenso ging die ehemalige Gemeinde Pratz in die Commune nouvelle Lavans-lès-Saint-Claude und die ehemalige Gemeinde Villard-sur-Bienne in die Commune nouvelle Nanchez auf. Letztere ist Mitglied des Gemeindeverbands Communauté de communes La Grandvallière. Dadurch verringerte sich die Gesamtfläche und die Anzahl der Mitgliedsgemeinden auf 22.

## Mitgliedsgemeinden
| Gemeinde                                      | Einwohner 1. Januar 2022 | Fläche km² | Dichte Einw./km² | Code INSEE | Postleitzahl |
| --------------------------------------------- | ------------------------ | ---------- | ---------------- | ---------- | ------------ |
| Avignon-lès-Saint-Claude                      | 359                      | 7,83       | 46               | 39032      | 39200        |
| Bellecombe                                    | 74                       | 12,17      | 6                | 39046      | 39310        |
| Chassal-Molinges                              | 1.120                    | 7,76       | 144              | 39339      | 39360        |
| Choux                                         | 136                      | 8,27       | 16               | 39151      | 39370        |
| Coiserette                                    | 46                       | 5,91       | 8                | 39157      | 39200        |
| Coteaux du Lizon                              | 2.146                    | 15,49      | 139              | 39491      | 39170        |
| Coyrière                                      | 66                       | 4,11       | 16               | 39174      | 39200        |
| La Pesse                                      | 332                      | 24,26      | 14               | 39413      | 39370        |
| La Rixouse                                    | 187                      | 12,59      | 15               | 39460      | 39200        |
| Lajoux                                        | 299                      | 23,65      | 13               | 39274      | 01410        |
| Larrivoire                                    | 108                      | 6,50       | 17               | 39280      | 39360        |
| Lavans-lès-Saint-Claude                       | 2.342                    | 23,68      | 99               | 39286      | 39170        |
| Les Bouchoux                                  | 313                      | 21,71      | 14               | 39068      | 39370        |
| Les Moussières                                | 159                      | 16,95      | 9                | 39373      | 39310        |
| Leschères                                     | 203                      | 8,28       | 25               | 39293      | 39170        |
| Ravilloles                                    | 444                      | 7,79       | 57               | 39453      | 39170        |
| Rogna                                         | 236                      | 10,46      | 23               | 39463      | 39360        |
| Saint-Claude                                  | 8.556                    | 70,19      | 122              | 39478      | 39200        |
| Septmoncel les Molunes                        | 808                      | 39,91      | 20               | 39510      | 39310        |
| Villard-Saint-Sauveur                         | 582                      | 9,05       | 64               | 39560      | 39200        |
| Viry                                          | 893                      | 25,40      | 35               | 39579      | 39360        |
| Vulvoz                                        | 22                       | 4,49       | 5                | 39585      | 39360        |
| Communauté de communes Haut-Jura Saint-Claude | 19.431                   | 366,45     | 53               | –          | –            |